# Mimoblennius lineathorax
Espèce
Statut de conservation UICN

 VU D2 : Vulnérable
Mimoblennius lineathorax est une espèce de poissons perciformes de la famille des blenniidés.

## Distribution
Cette espèce marine démersale est endémique des eaux de l'île de La Réunion dans le sud-ouest de l'océan Indien jusqu'à 2 m de profondeur.

## Description
Elle mesure jusqu'à 26 mm.

## Publication originale
- Fricke, 1999 : Fishes of the Mascarene Islands (Réunion, Mauritius, Rodriguez). An annotated checklist with descriptions of new species. Koeltz Scientific Books, p. 1-759.